# Sardana obligada
La sardana obligada és una sardana escrita per al lluïment d'un, o més, dels músics de la cobla.

## Història
Ja des dels inicis, la sardana obligada ha estat una forma perquè els sardanistes jutgessin el nivell d'un instrumentista o d'una cobla; ha estat força usual que els organitzadors d'aplecs de sardanes programessin una roda d'obligades a càrrec de les diverses cobles participants per comparar-les i, d'alguna manera, intentar enfrontar-les entre elles, per obtenir-ne les millors interpretacions. El públic també les acostuma a demanar perquè són considerades com a sardanes balladores.
Inicialment, a principis del segle xx, la sardana obligada acostumava a estar composta per llargues tirallongues de notes curtes per a cobla i un instrument solista i amb sosteniment de cant de forma ininterrompuda (sense pausa per respirar). Modernament, a més, hom prima el "pinyol", acabar el cant sostenint força estona una nota alta.
Moltes d'aquestes sardanes foren escrites per a ús d'una determinada cobla i perquè fossin executades per un instrumentista; esdevenien així un actiu de cada formació en concret. Eren peces escrites aposta perquè un músic determinat pogués mostrar les seves facultats: En Cacaliu, per al contrabaixista Josep Juncà, Sa Roncadora, per a lluïment de Ricard Viladesau, El "Moreno" i el "Rosset", per a lluïment d'en Josep Puig "Moreno" i d'en Joan Parés, Tenores flamejants, dedicada als tenores Jordi Molina i Martí Camós.
Des del punt de vista musical, moltes de les sardanes obligades, especialment les més antigues, no passen de ser exercicis acrobàtics o de resistència física, que usualment no fan prou insistència en la sensibilitat musical. Darrerament, diversos compositors han elevat el nivell del gènere amb composicions espectaculars i de difícil interpretació, escrites alhora amb gran domini musical.

## Obligades amb variacions
Algunes obligades estan escrites "amb variacions". Això significa que la partitura del solista té músiques diferents per a diverses tirades; la resta de la cobla toca la mateixa música a cada repetició de tirada. Exemples d'obligades amb variacions: La clavellina i La juguetona, per a flabiol, Geni, per a contrabaix, Cap d'estopa per a dos fiscorns.

## Obligades per a un instrument (selecció)

### Flabiol
- La calàndria refila, Felip Cervera
- Cinc rossinyols (1978), de Francesc Mas Ros (per a 5 flabiols)
- La clavellina, d'Antoni Agramont
- Dues calàndries (1894), de Josep Serra (dos flabiols)
- La juguetona (1894), de Josep Serra
- Ocellets enjogassats (1960), Lluís Buscarons
- La patinadora (1975), de Pere Rigau i Jordi León (versions per a 4 i per a 3 flabiols)
- Vora el niu (1949), de l'Enric Sans

### Tible
- Encisadora, de Josep Maria Boix i Robert Vilallonga i Vila
- La fi del món (1926), de Josep Blanch i Reynalt, arranjada per Conrad Saló
- Gallardia (1944), de Conrad Saló, dedicada a l'Enric Barnosell
- El judici final, de Josep Blanch i Reynalt
- Record, d'Enric Barnosell, instrumentada per Josep Maria Soler
- Rialletes (1947), d'Enric Barnosell, instrumentada per Pere Mercader

### Tenora
- A en Josep Coll (1948), de Ricard Viladesau
- Cant a la vida, de Josep Coll
- Obligat diferent (1988), de Josep Vicens i Busquets
- Recordant l'Albert (1947), d'Agustí Borgunyó, dedicada al gran tenora Albert Martí
- Sa Roncadora (1960), de Ricard Viladesau
- La tenora enamorada (1962), de Narcís Paulís

### Trompeta
- Aires de Rubí (1979), de Jaume Bonaterra
- Apa, Jordi (1975), de Miquel Tudela i Benavent
- Grotesca (1946), de Conrad Saló (tres trompetes)
- Pica, picot (1964), de Manuel Saderra i Puigferrer

### Trombó
- La pecadora, de Pere Rigau
- El rellotge de l'avi (1948), d'Agustí Borgunyó (dos trombons)
- Trombonada (1983), de Francesc Camps

### Fiscorn
- L'avi Enric (1975), de Ricard Viladesau
- L'avi Vador (1978), de Max Havart
- El bruel de Pals (1950), de Pau Marons, pseudònim d'Emili Saló (dos fiscorns)
- Búfalo Bill, de Josep Coll
- Cap d'estopa (1947), d'Enric Vilà i Armengol (dos fiscorns)
- Parella de fet (2003), de Josep Cassú (2 fiscorns)
- Rossinyol (1950), de Josep Saderra
- Els tres caçadors (1976), de Pau Marons-Emili Saló (tres fiscorns)
- De tú a tú (1950), de Florenci Mauné i Marimont (dos fiscorns)

### Contrabaix
- En Cacaliu (1948), de Joaquim Serra
- Geni (1963), d'Honorat Vilamanyà
- Rondinaire (1990), de Martirià Font

## Obligades per a dos o més instruments
- Collblanc (1964), de Francesc Mas i Ros (tenora i fiscorn)
- De la gresca (1929), de Josep Serra (2 tibles i 2 tenores)
- Dos solistes (1981), de Josep Auferil (trompeta i tenora)
- El Foc de Calonge, de Ricard Viladesau (tenora, tible i fiscorn)
- El "Moreno" i el "Rosset", de Pau Marons, pseudònim d'Emili Saló (fiscorn i tible)
- Oca amb naps (1955), de Ricard Viladesau (tenora i tible)
- Pic, repic i repicó (1956), de Ricard Viladesau (trompeta i fiscorn)
- Pim, pam, pum (2005), de Marcel Artiaga (tenora, tible i fiscorn)
- Santi Coll (1971), de Francesc Mas i Ros (tenora, trompeta i flabiol)
- Tap i carabassa (1989), de Ricard Viladesau (flabiol i contrabaix)

## Obligades de cobla
Categoria especial de sardanes obligades, de gran dificultat d'execució per al conjunt de la cobla. El compositor que més s'hi vincula és el mestre Emili Saló, amb el seu nom o signant amb el pseudònim Pau Marons.
- Al·legoria (1949), de Josep Albertí
- L'amic Homar (1969), de Francesc Mas i Ros
- Maltempsada a les Roquestes (1986), d'Emili Saló
- Palau del Vent (1977), de Pau Marons
- Tramuntanada (1948), d'Emili Saló
- Ventada de març (1959), d'Emili Saló[1]

## Gravacions en disc compacte
- Cobla Selvatana, Josep Farrès tenora Al·legoria i 11 sardanes obligades de tenora Banyoles: Foment de la Sardana, 2000
- Cobla La Principal de la Bisbal, Josep Riumalló i Salagran fiscorn El fiscorn i la cobla Barcelona: Àudiovisuals de Sarrià, 2003
- Cobla La Principal de la Bisbal Sardanes d'or 16: obligades Barcelona: Àudiovisuals de Sarrià, 1999
- Cobla La Principal de la Bisbal Sardanes d'or 20: obligades Barcelona: Àudiovisuals de Sarrià, 2004
- Cobla Ciutat d'Igualada, Jordi Tarrida tible Sardanes obligades de tible Barcelona: Àudiovisuals de Sarrià, 1998
- Cobla Montgrins Sempre Sardanes, àlbum 4, Els nostres solistes Barcelona: Discmedi, 2001